# Thomas Vilhelm Garde
Thomas Vilhelm Garde est un officier de marine et explorateur arctique danois. Né le 22 octobre 1859 à Copenhague, il y est décédé le 24 juin 1926.

## Biographie
Garde est célèbre pour ses différents voyages au Groenland. De 1883 à 1885, il explore ainsi avec Gustav Holm la côte Est et découvre avec lui l'Île d'Ammassalik ainsi que onze peuplades inuits inconnues. Il répertorie aussi 200 glaciers entre Nanortalik et le Cap Farvel. En 1893, il fait un raid important dans l'intérieur du Groenland, parcourant 290 km en 13 jours et atteignant 2 438 m d'altitude. En 1897, il commande un brise-glace russe de Copenhague à Vladivostok. Commandant en chef de la marine danoise (1908-1911), il devient assistant du Ministre de la Marine en 1918 et est nommé cette année-là, vice-amiral.

## Œuvres
- Meddelelser om Grønland (50 vol. 1876-1912)
- Beretning Om Konebaads-Expeditionen Til Grønlands Østkyst (avec Gustav Holm) (1889)
- Beskrivelse Af Expeditionen Til Sydvestgrønland (1893)
- Un été au Groenland (en Français) (1895)
- Vindkort over den nordligste Del af Atlanterhavet og Davis-Stræde konstruerede paa Grundlag af Observationer tilhørende det Danske Meteorologiske Institut (1900)
- Windcharts of the Northernmost Part of the Atlantic and of Davis-Strait constructed on the Basis of Observations belonging to the Danish Meteorological Institute (1900)